# Heinrich Christian Siekmeier
Heinrich Christian Siekmeier (geboren 10. Januar 1901 in Mettmann; gestorben 16. Dezember 1982 in Hilden) war ein deutscher Verwaltungsbeamter zur Zeit des Nationalsozialismus, Regierungspräsident in Trier, stellvertretender Chef der Zivilverwaltung im von der Wehrmacht okkupierten Luxemburg und SS-Brigadeführer. Siekmeier wurde 1949 in Luxemburg wegen Kriegsverbrechen zu sieben Jahren Haft verurteilt.

## Leben
Nach dem Volksschulabschluss besuchte Siekmeier das Lehrerseminar und machte 1921 die erste Lehrerprüfung zum Volksschullehrer. Er studierte von 1922 bis 1924 an den Universitäten in Köln und Bonn Germanistik und Geschichte, trat 1923 daneben in den Schuldienst ein und war bis 1928 als Volksschulleiter in Mettmann tätig. Er wurde ab 1928 Lehrer an der Mettmanner Schule „Zur Gau“ und der dortigen Hindenburgschule. 1926 bestand er die Zweite Staatsprüfung. 1927 heiratete er Amalie Hecklau.

## Karriere im Nationalsozialismus
Im Januar 1926 trat Siekmeier der NSDAP bei, beziehungsweise wieder zum 1. Juli 1929. Von 1930 bis 1933 war er Mitglied im Rheinischen Provinziallandtag, von März bis Oktober 1933 Mitglied des Preußischen Landtages. In Mettmann war er 1933 noch kurzfristig NSDAP-Stadtverordneter und Kreistagsabgeordneter. Ab Frühjahr 1933 war Siekmeier im Regierungsbezirk Düsseldorf in einer Kommission zur Anwendung des NS-Berufsbeamtengesetzes vom 7. April 1933 tätig, mit dem jüdische und politisch missliebige Beamte aus dem Beamtendienst entfernt wurden. Am 1. September 1933 wurde Siekmeier Regierungsschulrat in Düsseldorf. 1934 übernahm er die Leitung der Schulabteilung im Regierungsbezirk Koblenz. Ab 1938 war Siekmeier zunächst kommissarisch und ab 1. Januar 1939 definitiv Regierungspräsident in Trier, seit Ende Juli 1940 zugleich „Ständiger Vertreter“ des „Chefs der Zivilverwaltung in Luxemburg“, des Gauleiters des Gaues Moselland Gustav Simon. Siekmeier war Mitglied der SS und erreichte dort den Rang eines SS-Brigadeführer. Am Sonntag, dem 8. September 1940 begrüßte er gemeinsam mit Fritz Reckmann, der stellvertretende Gauleiter im Gau Koblenz-Trier, den Reichsführer SS und Chef der deutschen Polizei, Heinrich Himmler, sowie SS-Brigadeführer Erwin Rösener bei deren Besuch Luxemburgs in Mondorf und führte Himmler durch die Stadt.
Am 16. September 1944 wollte der Chef der Sicherheitspolizei und des Sicherheitsdienstes, Ernst Kaltenbrunner, Siekmeier mit Haftbefehl verhaften lassen, da er vor den anrückenden Westalliierten, „als für Trier noch keine Gefahr vorhanden war, seine Familie und Möbel in andere Gebiete des Gaues“ gebracht habe.
Nach seiner Internierung wurde Siekmeier am 23. Dezember 1949 vom luxemburgischen „Cour des Crimes de guerre“ wegen seiner Tätigkeit als Vertreter des „Chefs der Zivilverwaltung“ zu sieben Jahren Freiheitsstrafe verurteilt und nach fünf Jahren entlassen. Über seine weiteren Tätigkeiten liegen keine Informationen vor.

## Werke
- mit Richard Kolb: Rundfunk und Film im Dienste nationaler Kultur. Floeder, Düsseldorf 1933.
- Fibel zum Versailler Friedensdiktat. Velhagen & Klasing, Bielefeld und Leipzig 1933.
- Fibel zum Versailler Friedensdiktat. Für Taubstummenschulen bearb. von Georg Thiel. Velhagen & Klasing, Bielefeld und Leipzig 1934.
- Schul-Aufbau im Sinne des Nationalsozialismus: Ein Vorschlag. Zum 1. Frühjahrsthing 1934 der Gaue Düsseldorf und Koblenz des NS.-Lehrerbundes. Hrsg. von der Gauführung. NS.-Lehrerbund, Gauwaltung, Düsseldorf 1934. Schwann: Düsseldorf 1939

Fibel und Schul-Aufbau wurden nach Kriegsende in der Sowjetischen Besatzungszone auf die Liste der auszusondernden Literatur gesetzt.